# La Croix-aux-Mines
La Croix-aux-Mines là một xã, nằm ở tỉnh Vosges trong vùng Grand Est của Pháp. Xã này có diện tích 16,8 km², dân số năm 1999 là 575 người. Xã này nằm ở khu vực có độ cao trung bình 625 m trên mực nước biển.

## Biến động dân số
| 1962                                         | 1968 | 1975 | 1982 | 1990 | 1999 |
| -------------------------------------------- | ---- | ---- | ---- | ---- | ---- |
| 666                                          | 696  | 738  | 591  | 569  | 575  |
| Số liệu từ năm 1962: Dân số không tính trùng |      |      |      |      |      |